# Catharine Trotter Cockburn
Catharine Trotter Cockburn, född 16 augusti 1679 i London, död 11 maj 1749 i Longhorsley, var en brittisk romanförfattare, dramatiker och filosof.

## Biografi
Föräldrarna var skottar, men bosatta i England. Fadern var officer i flottan. Familjen levde vid Cockburns uppväxt sparsamt då fadern tidigt dog i pesten. Familjen var katolsk och Cockburn uppfostrades i den tron. Cockburn lärde sig tidigt behärska latin, franska och grekiska. Hon studerade logik, litteratur, religion och filosofi.
Cockburn behövde vid tidigt ålder försörja sig och skrev vid sjutton års ålder pjäsen Agnes de Castro vilken var hennes debut. Pjäsen handlar om en kvinna inom teatern under Spaniens guldålder. När hon var nitton uppfördes Ödesdiger vänskap vilken anses vara hennes främsta framgång som dramatiker. Båda dessa pjäser behandlade främst ämnena kärlek och vänskap.
År 1701 publicerades hennes verk "Ett försvar av herr Lockes avhandling om det mänskliga förståndet", vilken skrevs som ett försvar av Lockes En avhandling om det mänskliga förståndet. Denna hade starkt kritiserats av bland andra Thomas Burnet i flera anmälningar som publicerats under åren 1697–1699. Locke tros ha uppskattat Cockburns publicering vilket uttrycks i brevkorrespondens dem emellan. Hon blev personligen tackad av John Locke samt erhöll även en summa pengar då Locke haft kännedom om att Cockburn levt under sparsamma förhållanden.
Ytterligare två pjäser på samma tema som de ovan nämnda följde, nämligen Kärlek på villovägar och Den botfärdige syndaren. Dessa följdes av tragedin Den svenska revolutionen vilken hade premiär år 1706. Tragedin rör de politiska omvälvningarna i Sverige under Vasatiden. Hennes sista skådespel var Olindas äventyr vilket blev klart 1718. Hon tros där ha velat ge bilden av sig själv som en äventyrlig, ung och begåvad kvinna som blir förälskad i både män och kvinnor. Cockburn skrev även dikter och sånger, men hon är främst känd för sina pjäser.

## Tro
Cockburn ifrågasatte tidigt sin katolska bakgrund. Hon ifrågasatte mer specifikt den katolska formen för gudsdyrkan. Hon menade att dessa former inte vilade på en säker grund då dess traditioner var skapta av människor. Hon konverterade till den anglikanska kyrkan då hävdas ha funnit att hennes empiriska övertygelse bättre överensstämde med den kyrkan. I denna fråga  skrev hon avhandlingen "En avhandling om vägledning i konflikter: i två brev, skrivna för en medlem i Romerska kyrkan av en person som nyligen lämnat det samfundet." I denna avhandling skriver Cockburn att den Heliga Skrift ger en mer rättvisande vägledning än en religiös tradition som kan ge en felaktig guidning. Hon skriver även  
 Jag önskar att det inte fanns olika Kyrkor; om det vore så, är jag säker på att det skulle finnas mycket mer av verklig religion. 
 samt att olika samfund understödjer  
 en nitälskan för de principer som markerar skillnaderna mellan dem, ... och denna förvrängda nitälskan har utan tvekan gett upphov till alla massakrer, förföljelser och allt hat mot andra kristna, något som alla kyrkor varit benägna till, då de skaffat sig makt. 

## Privatliv
Cockburn gifte sig 1708 med prästen Patrick Cockburn och fick fyra barn. Hon flyttade tillsammans med sin familj till Aberdeen för att sedan bosätta sig på landsbygden. Hon skrev, enligt sin biografiförfattare, att hon vid denna tid främst ägnade sig åt plikten som maka och mor samt att hon levde utan kontemplation och tid för läsning. Detta ska dock ifrågasättas eftersom Cockburn vid denna tid verkar ha varit en aktiv skribent.